# Sophie Bhaud
Sophie Bhaud (* 23. Februar 1939) ist eine französische Filmeditorin.

## Leben
Sophie Bhaud kam 1964 bei Alexandre Astrucs Kurzfilm Der Brunnen und das Pendel, einer für das Fernsehen produzierten Verfilmung von Edgar Allan Poes Kurzgeschichte Die Grube und das Pendel, erstmals als Editorin zum Einsatz. Es folgten Schnittarbeiten unter der Regie von Jacques Doniol-Valcroze, wie für Le Viol (1967) mit Bibi Andersson und Das Haus der Bories (1970) mit Marie Dubois. Für Ein Mann sucht eine Frau (1978) mit Charles Denner und Jacques Villeret arbeitete sie erstmals mit Regisseur Claude Lelouch zusammen. Ein Jahr darauf war sie auch bei Lelouchs Filmdrama Allein zu zweit (1979), in dem Catherine Deneuve und Jacques Dutronc die Hauptrollen spielten, für den Schnitt verantwortlich.
Für Ein jeglicher wird seinen Lohn empfangen … (1981), Lelouchs filmische Hommage an die Musik und den Tanz, erhielt Bhaud zusammen mit ihrem häufigen Schnittpartner Hugues Darmois eine Nominierung für den César in der Kategorie Bester Schnitt. Zu den Filmen des französischen Filmemachers, an denen Bhaud beteiligt war, zählen auch Die Zeit des Verbrechens (1987), Der Löwe (1988) mit Jean-Paul Belmondo sowie So sind die Tage und der Mond (1990). Bhaud war bis 1998 als Filmeditorin aktiv.

## Filmografie (Auswahl)
- 1964: Der Brunnen und das Pendel (Le Puits et le pendule) (Kurzfilm)
- 1967: Le Viol
- 1970: Das Haus der Bories (La Maison des Bories)
- 1971: La Cavale
- 1972: Je, tu, elles …
- 1978: Ein Mann sucht eine Frau (Robert et Robert)
- 1979: Allein zu zweit (À nous deux)
- 1981: Ein jeglicher wird seinen Lohn empfangen … (Les Uns et les Autres)
- 1982: Die Legion der Verdammten (Les Misérables)
- 1984: Ekstase (Bolero)
- 1985: Adieu blaireau
- 1985: Le Caviar rouge
- 1987: Die Zeit des Verbrechens (Attention bandits!)
- 1987: Dschungelgold – Cayenne Palace (Cayenne Palace)
- 1988: Der Löwe (Itinéraire d’un enfant gâté)
- 1990: So sind die Tage und der Mond (Il y a des jours … et des lunes)
- 1993: Au nord de l’hiver (Dokumentarfilm)
- 1996: Der Stammgast (Les Clients d’Avrenos) (TV-Film)
- 1998: Chez ma tante (TV-Film)

## Auszeichnungen
- 1982: Nominierung für den César in der Kategorie Bester Schnitt zusammen mit Hugues Darmois für Ein jeglicher wird seinen Lohn empfangen …